# Гай Марций Цензорин (легат)
Гай Ма́рций Цензори́н (лат. Gaius Marcius Censorinus; казнён 3 ноября 82 года до н. э., Рим, Римская республика) — римский политик и военачальник из плебейского рода Марциев, видный деятель марианской «партии». Попал в плен к сулланцам в битве у Коллинских ворот и был казнён.

## Происхождение
Представители знатного плебейского рода Марциев начали занимать высшие должности сразу после допуска плебеев к консулату. Их предком считался один из римских царей Анк Марций, который, в свою очередь, по матери был внуком Нумы Помпилия. Некоторые античные генеалоги пытались вести происхождение этого семейства от одного из сыновей Нумы и настаивали на его связи с богом войны Марсом.
Гай Марций был потомком первого цензора-плебея и единственного дважды цензора Гая Марция Рутила, получившего прозвище Цензорин, которое стало когноменом. Его дедом был Луций Марций Цензорин, консул 149 года до н. э., командовавший римским флотом в начале осады Карфагена во время Третьей Пунической войны. Отец Гая Марция носил тот же преномен — Гай; вторым его сыном был Луций, монетарий в 82 году до н. э.

## Биография
Первое упоминание о Гае Марции в сохранившихся источниках относится к 91 году до н. э., когда он обвинил Луция Корнелия Суллу (тогда ещё только претория) после его возвращения с Востока во взяточничестве, но в суд не явился. В 88 году до н. э. Гай Марций был монетарием вместе с Гнеем Корнелием Лентулом Клодианом. В этом качестве он чеканил денарии с двойным портретом Нумы Помпилия и Анка Марция, а также с Аполлоном и скачущей лошадью.
В том же году внутриполитическая борьба в Риме переросла в гражданскую войну между Суллой и марианской партией. Цензорин примкнул к последней. В историографии существует предположение, что он входил в число тех 12 римлян, которые были объявлены вне закона после захвата Суллой власти. Аппиан называет имена только 9, в числе которых были Гай Марий и Публий Сульпиций. В любом случае годом позже Цензорин был в армии Мария и Луция Корнелия Цинны, которая заняла Рим. Гай Марций убил руководившего обороной города консула Гнея Октавия и преподнёс его голову Цинне.
Когда Сулла возобновил гражданскую войну на территории Италии, Цензорин стал легатом в армии Гнея Папирия Карбона (82 год до н. э.). Тот отправил его с восемью легионами на помощь Гаю Марию Младшему, осаждённому в Пренесте, но в пути Цензорин попал в засаду, устроенную Гнеем Помпеем, и потерпел поражение. Его войско взбунтовалось и разошлось по домам за исключением семи когорт, с которыми Гай Марций вернулся к Карбону.
После ряда новых поражений Карбон бежал в Африку. В результате Цензорин стал одним из трёх командующих над остатками марианской армии (наряду с Гаем Карриной и Луцием Юнием Брутом Дамасиппом). Сообща они ещё раз попытались прорваться в Пренесте, а потерпев неудачу, двинулись на Рим. Совместно с ними действовали самниты Понтия Телезина и луканцы Марка Лампония. У Коллинских ворот союзники потерпели полное поражение. Цензорин бежал, но на следующий день был схвачен вместе с Карриной, доставлен к Сулле и по его приказу убит. Голову Цензорина пронесли вокруг стен Пренесте как доказательство окончательного поражения марианцев.